# Escape Plan 3 - L'ultima sfida
Escape Plan 3 - L'ultima sfida (Escape Plan: The Extractors) è un film del 2019 diretto da John Herzfeld.
La pellicola è il sequel del film del 2018 Escape Plan 2 - Ritorno all'inferno e terzo capitolo della serie iniziata con Escape Plan - Fuga dall'inferno nel 2013.

## Trama
Dopo aver visitato le sedi delle fabbriche a Mansfield, in Ohio, per la compagnia di suo padre, la Zhang Innovations con sede a Hong Kong, Daya Zhang e il suo entourage vengono rapiti dai mercenari nonostante gli sforzi del capo della sicurezza e sua guardia del corpo Bao Yung. I rapitori lasciano Yung, privo di sensi, con una chiavetta USB indirizzata all'esperto di sicurezza Ray Breslin.
A Los Angeles, Breslin incontra Shen Lo, una ex guardia del corpo che lavorava per la Zhang Innovations; entrambi gli uomini sono sulle tracce del padre di Daya, Wu Zhang, la cui compagnia è responsabile della costruzione di prigioni segrete in tutto il mondo. Si incontrano con i soci di Breslin, ovvero la sua ragazza Abigail, Hush e Jules, quando Yung arriva con l'unità flash. In essa è contenuto un videomessaggio di Lester Clark Jr., rapitore di Daya e figlio dell'ex partner di Breslin, in affari con Zhang, Lester Sr., che Breslin aveva mandato a morire alla fine del primo film.
Breslin si rivolge a Trent DeRosa e traccia il video in una prigione in Lettonia nota come "Devil's Station". Anche Abigail viene rapita e Wu, arrivato a Mansfield per incontrare la polizia, riceve una videochiamata da Lester. In cerca di vendetta per la morte di suo padre, Lester chiede un riscatto di 700 milioni di dollari e giustizia un ostaggio. Breslin, DeRosa, Jules, Shen e Yung partono per la Lettonia per salvare Daya e Abigail.
Quando Lester minaccia i prigionieri, Wong, analista e collega di Daya, accetta di dargli accesso alla tecnologia di Zhang, ma nonostante ciò un altro ostaggio viene giustiziato. Hush sorveglia la prigione con un drone e la sua termocamera rivela che Lester ha creato un Black Site. Breslin si infiltra nel complesso attraverso le fogne mentre Shen e Yung si avvicinano alle mura dall'esterno. Allertato dalla loro presenza, Lester lascia Daya in cima al muro come esca. Shen cerca di mantenere la posizione e aspettare Breslin dopo aver realizzato che si tratta di una trappola, ma Yung prosegue con impazienza contro le proteste di Shen, rimanendo immobilizzati in un campo minato, finendo per essere catturati. Lester rivela che l'unità flash era un diversivo che ha portato i suoi uomini ad Abigail e deduce che Shen e Daya sono innamorati. Uccide Yung e schernisce Breslin tramite videochiamata, tagliando la gola ad Abigail.
Breslin procede attraverso il complesso, uccidendo gli scagnozzi di Lester tra cui Frankie e Sonny. Shen ruba la pistola stordente di una guardia mentre viene portato nelle celle, usandola per appiccare il fuoco; sciogliendo i legacci e approfittando del fumo per liberarsi delle guardie. Libera Daya, ma vengono affrontati da altre guardie. Arriva DeRosa, uccidendo le guardie con colpi incendiari. Nel caos che ne segue, DeRosa e Shen uccidono Ralfe e Silva, le migliori guardie di Lester, salvando Daya e Wong. Intrappolato in una sparatoria con Lester nelle celle superiori, Breslin viene ferito e disarmato ma riesce a sopraffare l'avversario, tagliandogli la gola e gettandolo oltre la passerella, vendicando la morte di Abigail.
Ritornando a Mansfield, Daya saluta freddamente suo padre, ora consapevole della vera natura dei suoi affari, prima di partire con Shen. DeRosa conforta Breslin sulla morte di Abigail, esortandolo a perdonare se stesso e Breslin decide di ritirarsi.
Durante i titoli di coda Yung si rivela essere sopravvissuto, anche se gravemente ferito, riuscendo con fatica a scappare attraverso le fogne, proprio mentre Breslin entra nello stesso tunnel imbracciando un'arma automatica, apparentemente al suo inseguimento.

## Produzione
L'11 aprile 2017 viene annunciato il terzo capitolo della serie, per il quale Sylvester Stallone ha firmato insieme al secondo capitolo. Insieme alla conferma del regista Steven C. Miller, vengono riconfermati nel cast anche Dave Bautista, 50 Cent, Jaime King, Lydia Hull e Tyler Jon Olson e si uniscono Max Zhang, Devon Sawa, Harry Shum Jr., Malese Jow e Sergio Rizzuto.

### Riprese
Le riprese del film iniziano nel settembre 2017 per la regia di John Herzfeld, che ha sostituito Miller, e si svolgono in sole diciassette notti.

### Titolo
Inizialmente il titolo del film era Escape Plan 3: Devil's Station, poi cambiato in The Extractors - Escape Plan.

## Promozione
Il primo trailer del film viene diffuso l'8 maggio 2019, mentre il secondo il 13 maggio.

## Distribuzione
Il film è stato distribuito on demand a partire dall'8 giugno 2019 in Danimarca, nelle sale cinematografiche russe dal 20 giugno, negli Stati Uniti dal 2 luglio direct to video e on demand e nelle sale cinematografiche italiane dal 4 luglio.